# الی لوهان
آلی لوهان (انگلیسی: Aliana Taylor "Ali" Lohan؛ زادهٔ ۲۲ دسامبر ۱۹۹۳) یک هنرپیشه، مانکن، نوازنده، و خواننده اهل ایالات متحده آمریکا است. وی از سال ۱۹۹۷ میلادی تاکنون مشغول فعالیت بوده است.

## گزیده فیلمشناسی
از فیلم‌ها یا برنامه‌های تلویزیونی که وی در آن نقش داشته است می‌توان به آثار زیر اشاره کرد.
- دام والدین (۱۹۹۸)
- پابه‌پای خانواده کارداشیان (۲۰۱۱)
- عاشقی برای کریسمس (۲۰۲۲)